# Moungo
Moungo ist ein Département der Region Littoral in Kamerun.
Auf einer Fläche von 3723 km² leben nach der Volkszählung 2001 452.722 Einwohner. Die Hauptstadt ist Nkongsamba.

## Gemeinden
- Baré
- Bonaléa
- Dibombari
- Ebone
- Loum
- Manjo
- Mbanga
- Melong
- Mombo
- Nkongsamba
- Penja